# Deon Thompson
Deon Thompson (Torrance (Califórnia), 16 de setembro de 1988) é um basquetebolista profissional estadunidense que atualmente defende o San Pablo Burgos. O atleta que possui 2,03m de altura e atua na posição Ala-pivô.

## Ligações Externas
- Deon Thompson no X